# Xestia semiherbida
Xestia semiherbida är en fjärilsart som beskrevs av Walker 1857. Xestia semiherbida ingår i släktet Xestia och familjen nattflyn. Inga underarter finns listade i Catalogue of Life.